# Parayasa fasciata
Parayasa fasciata är en insektsart som beskrevs av Ananthasubramanian 1980. Parayasa fasciata ingår i släktet Parayasa och familjen hornstritar. Inga underarter finns listade i Catalogue of Life.